# Палац Тизенгаузів (Вільнюс)
Палац Тизенга́узів (лит. Tyzenhauzų rūmai), палац Фіттингофів (лит. Fitinhofų rūmai) — триповерховий палац раннього класицизму у Старому місті Вільнюса на розі вулиць Вокечю і Траку (Vokiečių g. 28 / Trakų g. 17). Вирізняється масивністю та декоративними елементами фризу, характерними для XVIII ст. Пам'ятка архітектури республіканського значення (AtR 49); код 755 у Регістрі культурних цінностей Литовської Республіки.

## Історія
Згадки про кам'яний готичний будинок, що стояв на цьому місці, належать до 1579 року. У другій половині XVIII ст. будівлю було капітально перебудовано й розширено Антонієм Тизенгаузом. Автором проекту перебудови міг бути архітектор з Верони Джузеппе де Сакко, який служив у Тизенгауза.
Після банкрутства і смерті власника (1785) палац у 1789 році став власністю генеральші фон Фіттінгоф (у першому шлюбі Забелло) і був реконструйований у 1790 році ймовірно архітектором Мартином Кнакфусом. Після реконструкції будівля отримала спільний план, що зберігся донині та вигляд з монументальними класицистськими фасадами і симметричною композицією. 
Під час ремонту приблизно у 1807 році під керуванням Міхала Шульца були перероблені  інтер'єри та сходи. Будівля славилась Срібним залом на першому поверсі, де проходили концерти, вистави, маскаради. У другій половині XIX ст. нижній поверх був пристосований для магазинів; були змінені віконні та дверні проходи. У міжвоєнний період на другому і третьому поверсі був готель Соколовського; у готелі зупинявся Людас Ґіра. У 1941 році готель був націоналізований.
Будинок сильно постраждав під час Другої світової війни: після пожежі 1944 року збереглись лише капитальні стіни. Будівля була відновлена у 1945 році, у 1957 році реконструйована та відреставрована за проектом архітектора Альгімантаса Умбрасаса.
Зараз на нижньому поверсі будинку з боку вулиці Вокечю розташовані цукерня, відділення банку „Medicinos bankas“, салон краси.

## Архітектура
Будівля складена з цегли, покрита штукатуркою. Дах покритий черепицею. Архітектура будівлі містить елементи раннього та зрілого класицизму. Два рівноцінних, майже однакових репрезентативних фасади виходять на вулицю Вокечю (східний фасад) і Траку (західний фасад, трохи вже східного). Два корпуси, що виходять на вулиці Вокечю і Траку, з боку вулиць у три поверхи, з боку двору — у чотири. Чотири корпуси будинку оточують внутрішній двір трапецієподібної, майже квадратної форми.
Обидва фасади чітким ритмом вікон і симетричністю відповідають принципам класицистичної композиції. Нижньому поверху відчуття стійкості додають лінії руста.
Портали прямокутних брам східного й північного фасадів акцентують осі симетрії. Ворота обрамлені подвоєними дорічними пілястрами й антаблементом без фронтону. Основний акцент композиції фасадів утворений декоративним антаблементом з карниза з модульйонами і фризом, у метопах котрого розташовані рельєфи з мотивами воєнних і музичних атрибутів, фауни та флори; пластика такої тематики — оригінальне явище в архітектурі класицизму у Литві.